# Chelsea Tower
Chelsea Tower es un rascacielos de 49 plantas y 250 metros (820 pies) en Dubái, Emiratos Árabes Unidos finalizó en 2005. 